# Орцт, Зденек
Зденек Орцт (чеш. Zdeněk Orct; 28 апреля 1970, Либерец, Чехословакия) — чешский хоккеист, вратарь. Бронзовый призёр чемпионата мира 1993 года. Сейчас является тренером вратарей сборной Чехии и клуба «Литвинов».

## Биография
Зденек Орцт начал свою хоккейную карьеру в 1988 году, дебютировав за «Литвинов» в чемпионате Чехословакии. Он играл за этот клуб 11 сезонов подряд. В 2001 перешёл в «Кладно», в котором играл 7 сезонов, не считая 2-й половины сезона 2003/04, когда он играл в России за «Ак Барс». В 2008 году он перешёл в «Усти-над-Лабем», где завершил свою игровую карьеру в 2014 году. Еще по ходу последнего сезона он стал тренером. С 2014 года является тренером вратарей «Литвинова». С сезона 2018/19 занимает эту должность и в сборной Чехии.
В ходе игровой карьеры успел поиграть и за чешскую сборную, в составе которой стал бронзовым призёром чемпионата мира 1993 года.

## Достижения

### Командные
Чемпион Европы среди юниоров 1988
 Серебряный призёр чемпионата Чехии 1996
 Бронзовый призёр чемпионата мира 1993

### Личные
- Лучший вратарь Экстралиги по количеству "сухих" матчей: 1999 (7 игр на ноль) и 2001 (5)
- Лучший вратарь плей-офф Экстралиги по коэффициенту непробиваемости: 2001 (2.23 гола за матч)

## Статистика
Всего за карьеру провёл 992 игры (чешская Экстралига — 781, чешская первая лига — 187, чемпионат России — 10, Евролига — 6, сборная Чехии — 4, сборная Чехословакии — 4).